# 岩镇
岩镇是中国广东省河源市龙川县下辖的一个镇，位于龙川县的东北部。全镇总面积121.56平方公里，下辖1个社区6个村，2020年常住人口8934人。

## 歷史沿革
清乾隆年间称为“岩下”，民国初期改为“岩镇街”，1949年属第五区（贝岭），1952年3月设第十一区（岩镇），1957年12月分设麻布岗、岩镇两个乡，1958年并入麻布岗公社，1962年分设岩镇公社，1971年因建枫树坝水库，公社驻地从岩镇迁到联城，与平越交界牛神坳山里，1983年11月撤社设区，1987年改称岩镇乡，1993年10月15日撤乡设镇。

## 行政區劃
岩镇下辖以下地区：
。